# Western Maryland Railway
Die Western Maryland Railway (WM) war eine US-amerikanische Eisenbahngesellschaft in den Bundesstaaten Pennsylvania, Maryland und West Virginia, Sitz des Unternehmens war Baltimore. Die Gesellschaft ging 1983 im Chessie System auf. Die größte Ausdehnung des Streckennetzes betrug rund 1340 Kilometer.

## Streckennetz
Von Baltimore führt die wichtigste Hauptstrecke nach Westen über Westminster nach Hagerstown, Williamsport, entlang des Potomac River bis Cumberland, die Appalachen werden bei Frostburg überquert und schließlich entlang des Youghuogheny River bis nach Connellsville. Von Cumberland aus führt eine Zweigstrecke nach Südwesten nach Elkins und weiter nach Durbin und Webster Springs. In Hagerstown zweigt nach Norden eine Strecke nach Shippenburg ab. Eine Zweigstrecke führt von Highfield an der Hauptlinie nach Gettysburg und York und trifft in Emory Grove wieder auf die Hauptstrecke.
Durch die strategisch günstige Einbindung zwischen Connellsville mit Anbindung an die Baltimore and Ohio Railroad, die Pittsburgh and Westvirginia Railroad und die Pennsylvania Railroad und Shippenburg mit Anbindung an die Reading Company wurde die Strecke vielfach von durchgehenden Zügen vom Großraum New York in Richtung Pittsburgh/Chicago und umgekehrt genutzt. Diese Verbindung wurde unter der Bezeichnung Alphabet Route bekannt.

## Geschichte

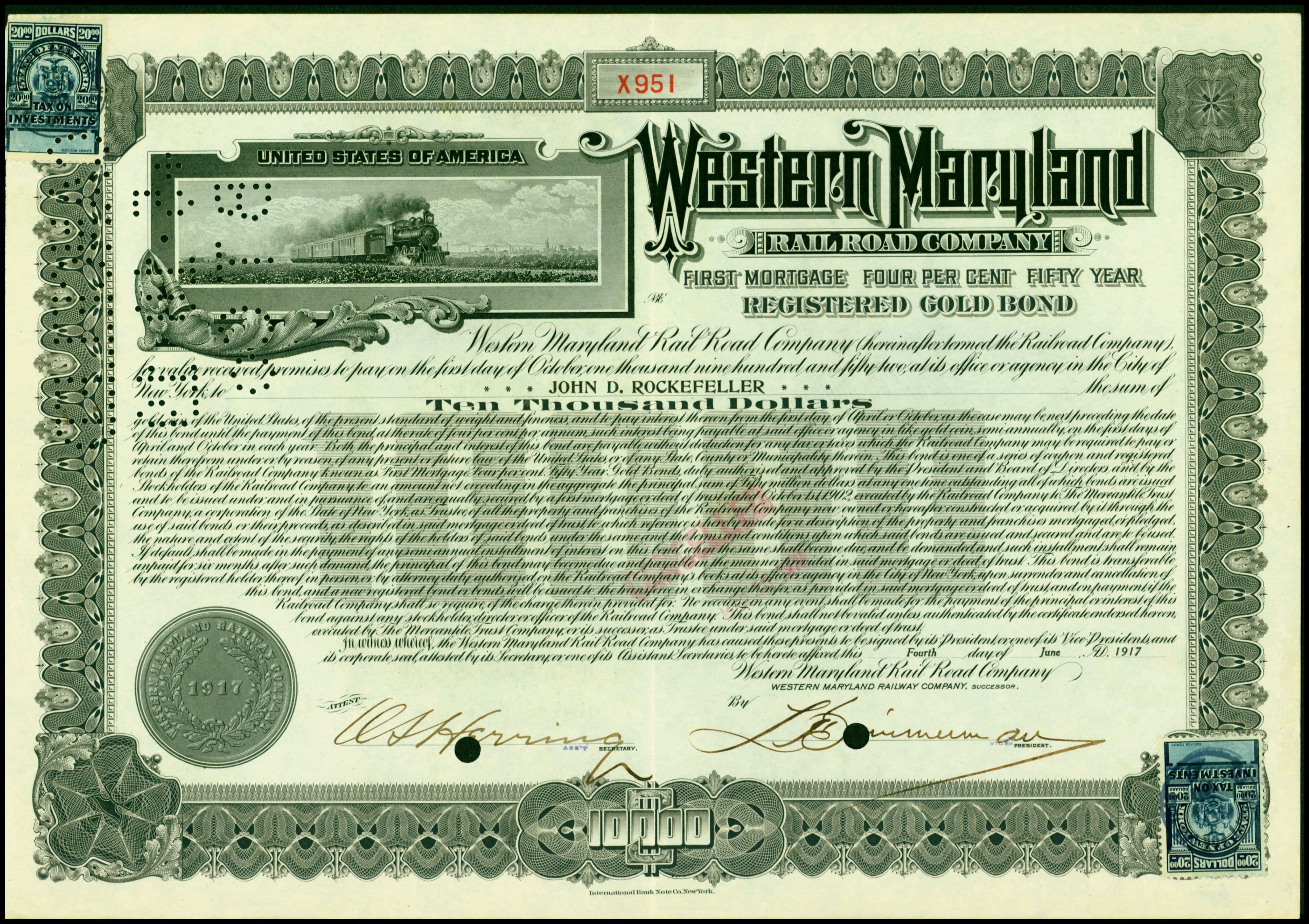
Goldbond über 10000 Dollar der Western Maryland Rail Road Company vom 4. Juni 1917

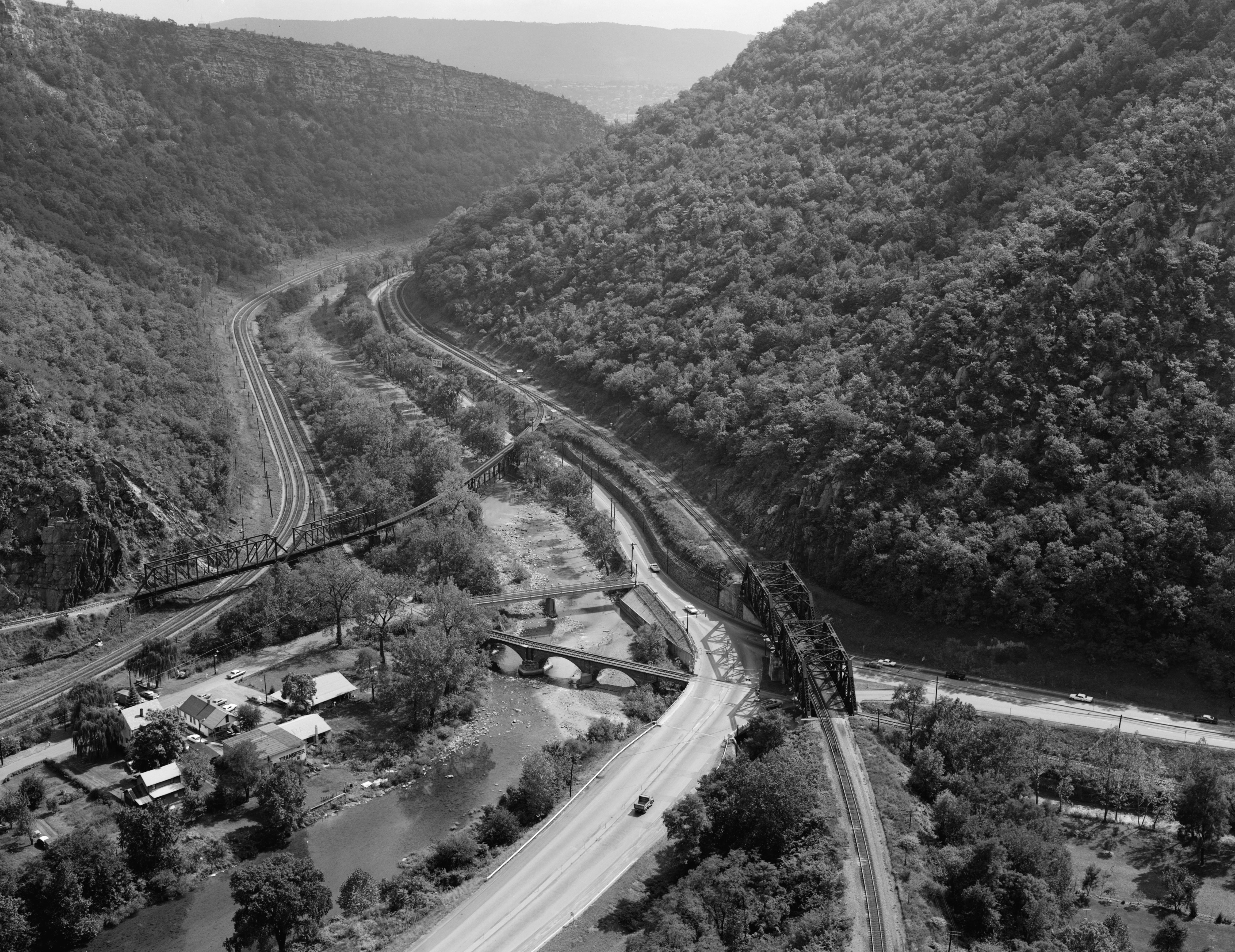
Elkhardt Junction, Kreuzung mit der B&O (links), WM (rechts)

Die Gesellschaft wurde am 27. Mai 1852 als Baltimore, Carroll and Frederick Rail Road Company gegründet und kurze Zeit später in Western Maryland Rail Road umbenannt, Mehrheitseigentümer war die Stadt Baltimore. Der Baubeginn der ersten Strecke war am 11. Juli 1857, am 11. August 1859 wurde der erste 16 km lange Streckenabschnitt zwischen Owings Mills und Relay House feierlich eröffnet, am 15. Juni 1861 wurde Westminster und im Mai 1862 Union Bridge erreicht. Aufgrund des Ausbruches des amerikanischen Bürgerkrieges musste der Bahnbau ruhen, vom Krieg war die Bahn ansonsten nur durch gelegentliche kleinere Raids betroffen. Eine wichtige Rolle spielte die Bahn während der Schlacht von Gettysburg, so war die Gesellschaft für den Antransport von Unionstruppen und den Abtransport der Verwundeten zuständig. Nach dem Krieg erfolgte der Weiterbau Richtung Westen nach Hagerstown und am 17. Dezember 1873 wurde der Chesapeake and Ohio Canal in Williamsport erreicht. Am anderen Ende der Strecke begann man eine Verbindung nach Baltimore fertigzustellen. Unter dem Präsidenten John Mifflin Hood expandierte die Gesellschaft ab 1874, so kaufte er Bahnstrecken nach Gettysburg und York und baute die Strecke von Hagerstown nach Shippensburg und stellte damit eine Verbindung zur Pennsylvania Railroad her. Nach seinem Ausscheiden aus der WM verkaufte die Stadt Baltimore 1902 ihre Anteile an George Jay Gould. Mit seinen Beteiligungen an der Missouri Pacific Railroad, der Wabash Railway und der WM versuchte er eine transkontinentale Eisenbahn zu verwirklichen. In den nächsten 10 Jahren wurde Port Covington in Baltimore angeschlossen, die Strecke entlang des Potomac bis nach Cumberland verlängert, wo eine Verbindung zu einer anderen Gesellschaft des Gould-Imperiums bestand. Dies war notwendig geworden, da die konkurrierenden Gesellschaften Baltimore and Ohio und Reading Company keine Züge des Gould-Imperiums mehr auf ihren Strecken duldeten. Aufgrund diverser Schwierigkeiten von Goulds Gesellschaften musste das Unternehmen 1908 Konkurs anmelden. Unter dem neuen Namen Western Maryland Railway wurden ab 1910 die Geschäfte fortgesetzt. Am 1. August 1912 wurde dann noch die Verbindung von Cumberland nach Connellsville fertiggestellt, diese Strecke besaß nach der Fertigstellung die geringsten Steigungsgrade über die Appalachen, die Western Maryland wurde damit zu einem Verbindungsstück der Alphabet Route.
Nach dem Ende von Goulds Imperium erlangte John D. Rockefeller die Kontrolle über die Gesellschaft. 1927 verkaufte er seine Anteile an die Baltimore and Ohio Railroad, die bald ihre Anteile auf 42,88 % der WM-Aktien steigerte. Die Interstate Commerce Commission entschied jedoch, dass die Gesellschaft ihre Aktienrechte nicht ausüben durfte, die Aktien wurden deshalb einem Treuhänder übergeben. Die B&O erhielt zwar den wirtschaftlichen Vorteil, hatte jedoch keinen Einfluss auf die Western Maryland. 
1954 war der Betrieb vollständig auf Diesellokomotiven umgestellt, und der letzte reine Personenzug fuhr 1958. Am 23. Februar 1968 hob die ICC ihre frühere Entscheidung auf, erlaubte den Erwerb weiterer Anteile durch die B&O und die Chesapeake and Ohio Railroad und gestattete nun auch die wirtschaftliche Einflussnahme. In der Folgezeit gab es mehrere Studien zur Integration der Western Maryland ins System von C&O und B&O, unter anderem auch unter Einbeziehung der Central Railroad of New Jersey und der Reading Company. Das Ergebnis dieser Untersuchungen führte zur Entscheidung, die noch verfügbaren Aktien aufzukaufen. Ende 1972 besaß das Chessie System rund 92 % der Aktien. In der Folgezeit begann man redundante Strecken stillzulegen, insbesondere auf dem Streckenabschnitt entlang des Potomac River, wo die B&O eine parallelführende Strecke besaß. Ab 1975 war die Ost-West-Hauptstrecke der Western Maryland stillgelegt. Die Züge der Gesellschaft wurden jetzt über die Routen der B&O geführt. 1983 wurde die WM endgültig von der B&O übernommen.

## Triebfahrzeuge

### Dampflokomotiven
Entsprechend den Transportgütern entwickelte sich auch der notwendige Bedarf an Lokomotiven. Es wurden sowohl leistungsstarke Fahrzeuge für den Transport der Kohlezüge benötigt als auch schnelle Lokomotiven für den Güterverkehr auf der Alphabet-Route. 
Ab 1900 erfolgte der Einsatz von 1'D-Lokomotiven der Baureihen H-4 bis H-9. Letztere, ab 1921 im Betriebsdienst, entwickelten mit 318 kN die gleiche Anfahrzugkraft wie mittelgroße 1'E1'. Ab 1918 setzte die Western Maryland Lokomotiven der Achsfolge 1'E (Baureihen I-1 und I-2) ein. Diese ursprünglich für die russische Eisenbahn vorgesehenen Lokomotiven wogen 190 Tonnen und hatten eine höhere Zugkraft als die (1'D)(D1')-„Einheitsloks“ der USRA. 
Als Schublokomotiven wurden ab 1909 zwei (1'C)(C1')-Lokomotiven von Baldwin eingesetzt. Dem folgten 1911 noch weitere sieben. Da die H-9s jedoch stärker waren, wurden die Lokomotiven Ende der 1920er Jahre in den Rangierdienst versetzt.
Für die schweren Kohlezüge aus der Connellsville-Region erfolgte ab 1915 der Einsatz von Mallet-Lokomotiven der Bauart (1'D)(D1'). Insgesamt wurden 25 Lokomotiven der als L-1 und L-2 bezeichneten Triebfahrzeuge beschafft. Die in den Jahren 1940/1941 in Dienst gestellten Lokomotiven der Baureihe M-2 (2'C)(C2') erfüllten die in sie gesetzten Erwartungen nicht, so dass sie bald in den Schubdienst umgesetzt wurde.
Für die Alphabet-Route wurden die schon bei der Reading Company vorhandenen Lokomotiven der Achsfolge 2'D2' der Klasse T-1 beschafft. Die 1947 beschafften Loks erhielten die Bezeichnung J-1 und wurden Potomacs genannt, im Gegensatz zu den übrigen Gesellschaften, die sie als Northern oder als Niagara bezeichneten.
Für den Personenverkehr wurden 1909 und 1911 19 Pacifics (2'C1') beschafft. Sie wurden als K-1 und K-2 bezeichnet. Die ersten zehn wurden 1943 bereits an die Seaboard Air Line Railway verkauft. Die übrigen wurden 1954 außer Betrieb gestellt. Vier Lokomotiven der Baureihe K-2 besaßen eine Ölfeuerung.
Die Western Maryland setzte auch mehrere Lokomotiven der Bauart Shay ein, um die steilen Anschlussstrecken zu den Kohleminen befahren zu können, die 1945 erworbene Lok Nr. 6 war die letzte bei Lima gebaute Shay und die schwerste Shay mit drei Drehgestellen.

### Diesellokomotiven

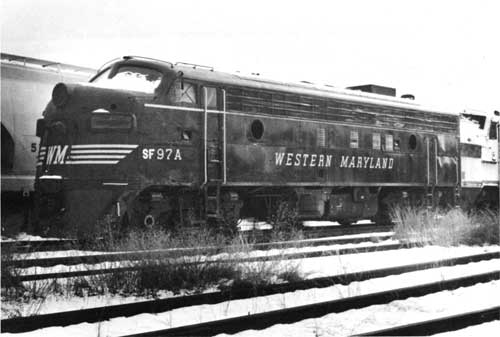
EMD F 7 #97A

Die ersten Diesellokomotiven wurden 1941 beschafft. Es handelte sich dabei um Baldwin VO660 und VO1000 sowie ALCO S-1 und S-2. Anfang der 1950er begann man dann mit einem umfangreichen Neubeschaffungsprogramm auf die Dieseltraktion umzusteigen. So wurden insgesamt 42 der damaligen Standard-Lokomotive EMD F7 sowie 14 ALCO RS-2 beschafft. Später folgten nach Lokomotiven der Baureihen EMD GP7 und GP9. Für den schweren Güterzugdienst wurden zwischen 1963 und 1971 Lokomotiven der Typen EMD SD 35 und SD 40 sowie GP 35 und GP 40 beschafft. Bekannt war die Western Maryland auch dafür, das bei ihr 2 EMD BL-2 im Einsatz waren.
Der Fuhrpark blieb bis zur Übernahme durch die B&O 1983 fast konstant, nur einige Splittergattungen von ALCO- und Baldwin-Lokomotiven waren verschrottet oder verkauft worden.